# 青木隆治
青木 隆治（あおき りゅうじ、1981年1月29日 - ）は、日本のものまねアーティスト・シンガーソングライターである。
神奈川県足柄下郡真鶴町生まれ。ARプロダクション所属。神奈川県立山北高等学校卒業。
身長166cm、体重52kg、胸囲91cm、ウエスト75cm、靴のサイズ25cm。趣味はギターとサッカー、格闘技。

## 人物
- 父はものまねタレントのツートン青木。
- 「七色の声を持つ奇跡のものまねアーティスト」と称され、老若男女100人近いレパートリーを持つ。美空ひばりやL'Arc〜en〜Cielのhydeのものまねが代名詞。
- またその美形で色っぽく整った容姿からメディアで「ものまね界のプリンス(貴公子)」と称されている。
- 1997年3月、当時16歳だった青木は「NHKのど自慢」の小田原市大会でチャンピオンとなり、翌年に開催された同番組の全国チャンピオン大会に出場。この大会でグランドチャンピオンを逃したものの優秀賞を獲得[1]したことをきっかけに本格的に歌手を志す。
- 好きな食べ物は魚介類、嫌いな食べ物は甘いもの・油っこいもの、特に甘いものは甘さ控えめ程度すら食べれないとのこと。
- 酒豪であり日本酒を特に好んでいる、酒以外ではカルピスが大好物である。(コンサートやLIVEの合間にスポーツドリンクの代わりとして飲んでいるほど)
- 時折見せる笑顔が可愛らしいが自他認めるドS。
- 2010年3月3日、「言葉/二つの糸」でメジャーデビュー。
- 2013年1月29日、日本武道館で単独ライブを成功させている。
- 2017年10月25日、アメリカ・ニューヨークのアポロシアターでライブを行った。
- 2020年5月、地元・神奈川県真鶴町の医療福祉機関や、幼稚園・学校などに、マスク15,000枚を寄付したことを明らかにした。
- 2021年11月、アメリカ・ラスベガスで開催された世界最大のポーカー大会「WSOP（ワールド・シリーズ・オブ・ポーカー）」に出場。全世界の参加者6650人中616位となり、20,000ドルを獲得した。日本の芸能人が「WSOP」のメインイベントで賞金を獲得したのは史上初。

## 影響を受けた人物
- ツートン青木（父）

学生時代、ものまねが嫌いで、ものまねタレントにはなりたくないと思っていた（父を「歌手として自分の声で勝負できないからものまねに走った」と思い込んでいた）。しかし、父のライブを舞台袖で見た際、ものまねに感動し、改めてものまねの素晴らしさを知った。自身で練習を積み重ね、それがきっかけでものまねタレントになるに至った。テレビで初披露したものまねはポルノグラフィティの『サウダージ』（『ものまねバトル』にて）。過去に自身のショーにて父に宛てた手紙を披露する際、周りのスタッフには「親父を泣かせる」と息巻いたものの結局は隆治自身が早くに号泣してしまった、そのため父は未だにその時の手紙の内容ほぼ全てを把握していない。
- 美空ひばり

8歳の頃、父の会社の慰安旅行に参加した青木は、100人以上の社員の前で歌を歌うことになり、その時歌ったのが美空ひばりの「川の流れのように」だった。それ以来、美空ひばりの存在は特別なものとなり、ものまねをはじめるにあたって真っ先に練習したのが美空ひばりだった。青木のブレイクのきっかけになったのも、美空ひばりのものまねだった。
- コロッケ

青木が師匠と仰ぐコロッケと出会ったのは、彼が初めて出演したものまね番組（「ものまねバトル」）でのことだった。当時の青木は、言葉遣いが悪いうえに服装もだらしなかった。それを見ていたコロッケに「いくら歌が上手くても、挨拶やお礼も言えないような人間は相手にされないよ。」と優しく諭され、以後コロッケを尊敬するようになる。
- hyde

青木は昔からhydeに憧れており、たびたびその影響を語っている。２人が対面したきっかけは、テレビでL'Arc〜en〜Cielの楽曲をものまねする青木を観たhyde本人が、自身の主宰するVAMPSのライブにサプライズ出演をオファーしたことだった。ライブ当日は、１万人の観客の前でhydeになりすまし、ものまねで熱唱。その後、サプライズであることが明かされ、ステージ上で共演を果たしている。（2010年12月6日放送「人生が変わる1分間の深イイ話」）
- 玉置浩二

自分の歌の方向性に悩んでいた青木に、コロッケが紹介した人物。青木は、心から音楽を楽しみどんな歌も自分の歌にしてしまう玉置の姿に衝撃を受け、それ以来、歌手としての理想像のひとつにしている。33歳の誕生日に玉置から贈られた電報を宝物にしている。（2014年1月29日放送「青木隆治のエンタメまるっとLIVE」）

## ものまねレパートリー
- AI
- 秋川雅史
- ATSUSHI
- 相葉雅紀
- 哀川翔
- 淡谷のり子
- アントニオ猪木
- 井口理
- ISSA
- 稲葉浩志
- 忌野清志郎
- 池森秀一
- 石井竜也
- 上杉昇
- 上田正樹
- 江頭2:50
- 大友康平
- 岡野昭仁
- 尾崎豊
- 小栗旬
- 岡田圭右
- 小野正利
- 岡平健治
- 大橋卓弥
- 大瀧詠一
- 川上洋平
- 河村隆一
- 影山ヒロノブ
- GACKT
- 加藤高道
- 木村拓哉
- 桐谷健太
- 鬼龍院翔
- 久保田利伸
- 桑田佳祐
- 桑名正博
- GReeeeN
- ケニー・ロジャース
- 桂銀淑
- CHEMISTRY
- コブクロ
- ゴスペラーズ
- 小宮浩信
- コロッケ
- 桜井和寿
- さだまさし
- 堺正章
- 斎藤司
- 佐野元春
- 西城秀樹
- 沢田研二
- 坂本九
- G-DRAGON
- シンディ・ローパー
- ジョージ・マイケル
- 志村けん
- スティーブ・ペリー
- スティーヴィー・ワンダー
- 瀬川瑛子
- 関根勤
- 世良公則
- Taka
- TAKAHIRO
- 玉置浩二
- 田中昌之
- 武田鉄矢
- 田村正和
- ダイアナ・ロス
- 滝口順平
- 田中邦衛
- 長州力
- 常田大希
- つんく♂
- 寺尾聰
- TERU
- ティナ・ターナー
- デイビー・ジョーンズ
- 徳永英明
- 堂本剛
- 所ジョージ
- Toshl
- 東方神起
- 中島美嘉
- 中島みゆき
- 中村雅俊
- 長渕剛
- 中尾彬
- 中川礼二
- 中居正広
- 中西圭三
- 中西保志
- 猫ひろし
- 野田洋次郎
- hyde
- 秦基博
- 浜崎あゆみ
- 速水けんたろう
- HAN-KUN
- 浜田省吾
- 平井堅
- ヒューイ・ルイス
- 平泉成
- ビートたけし
- ビョルン・ウルヴァース
- 栄喜
- 日浦孝則
- 福山雅治
- ブルーノ・マーズ
- ブルース・スプリングスティーン
- 藤井フミヤ
- 布施明
- 藤森慎吾
- 藤原基央
- 細川たかし
- ボビー・オロゴン
- ボブ・ディラン
- ホイットニー・ヒューストン
- ポール・サイモン
- マイケル・ジャクソン
- 前田亘輝
- 真島昌利
- 松崎しげる
- 松任谷由実
- 松山千春
- 美空ひばり
- 三村マサカズ
- みやぞん
- 美輪明宏
- 宮本浩次
- 村下孝蔵
- 森進一
- 森友嵐士
- 森山直太朗
- もんたよしのり
- 山崎まさよし
- 山根康広
- 八代亜紀
- ライオネル・リッチー
- ルイ・アームストロング
- レイ・チャールズ
- レディー・ガガ
- 渡辺真知子
- 和田アキ子

## 主な出演

### テレビ
- NHKのど自慢 小田原大会[5]（1997年3月23日、NHK総合・ラジオ第1） - 優勝
- NHKのど自慢〜チャンピオン大会（1998年3月14日、NHK総合・ラジオ第1） - 優秀賞受賞
- 力の限りゴーゴゴー!!（2000年5月、フジテレビ） - 「ジュノンボーイ部」出演
- ものまねバトル大賞（2005年 - 2008年、日本テレビ）
  - 第34 - 46回に出演。第41回で歌唱力・昭和部門ベストものまねアーティスト受賞。第46回でユニット部門優勝
- YO!ものまねバトル秋祭り in AX（2005年11月、日本テレビ）
- ラジかるッ（2007年2月、日本テレビ）
- ザ・ワイド（2007年2月、日本テレビ・読売テレビ）
- the M（2008年1月2日、日本テレビ） - 徳永英明 役
- 世界1のSHOWタイム〜ギャラを決めるのはアナタ〜（2010年2月1日、日本テレビ）
- おもいッきりDON!（2010年、日本テレビ）
- ものまねグランプリ（2010年 - 現在、日本テレビ）
  - 「ものまねグランプリ　究極のネタ100連発」（2011年4月7日、日本テレビ）※優勝
  - 「ものまねグランプリ　ザ・トーナメント」（2014年12月16日、日本テレビ）※優勝
  - 「ものまねグランプリ　ザ・トーナメント」（2016年12月6日、日本テレビ）※優勝
  - 「ものまねグランプリ　芸人40組　秋のガチランキングSP！」（2017年9月27日、日本テレビ）※2位
  - 「ものまねグランプリ　ザ・トーナメント」（2017年12月5日、日本テレビ）※2位
  - 「ものまねグランプリ　ザ・トーナメント」（2018年12月18日、日本テレビ）※3位
- 情報ライブ ミヤネ屋（読売テレビ）
- うたゲーTOWN（2010年4月9日、日本テレビ） - チームコロッケ
- 世界1のSHOWタイム〜ギャラを決めるのはアナタ〜（2010年・2011年、日本テレビ）
- ズームイン!!SUPER（2010年、日本テレビ）
- 人生が変わる1分間の深イイ話（2010年12月6日、日本テレビ）
- しゃべくり007（2010年12月20日、日本テレビ）
- 中居正広の金曜日のスマたちへ（2010年12月24日、TBS）
- 誰だって波瀾爆笑（2011年7月24日、日本テレビ）
- 女神のキセキ（2011年、テレビ東京）
- ワイド!スクランブル（2011年、テレビ朝日）
- 世界一受けたい授業（2011年4月16日、日本テレビ）
- HEY!HEY!HEY! MUSIC CHAMP（2011年4月18日、フジテレビ）
- グッときた名場面51（2011年、日本テレビ）
- 美空ひばり・23回忌〜今夜限りの完全保存版〜（2011年、TBS）
- 火曜曲!（2012年12月18日、TBS）
- 青木隆治のエンタメまるっとLIVE（2013年4月～2014年3月、nottv）
- 旅☆旅コロッケ隆治（2014年4月～2015年3月、nottv）
- ダウンタウンDX（2014年5月8日、日本テレビ）
- TiARY TV（2016年7月 - 2018年3月、tvk） - メインMC
- ナカイの窓（2016年11月9日、日本テレビ）
- 良かれと思って！（2017年11月29日、フジテレビ）
- 超問クイズ! 真実か?ウソか? （2018年3月2日、日本テレビ）
- 踊る!さんま御殿!!（2018年4月24日、日本テレビ）
- TiARY TVプラスVR（2018年4月 - 、tvk） - メインMC[6]

ほか多数

### ドラマ
- 東京全力少女（2012年10月 - 12月、日本テレビ） - 下山浩次 役
- 夜ドラ 卒業タイムリミット　第8話（2022年4月14日、NHK総合）- 歌手 役

### 舞台
- 明治座6月コロッケ特別公演 スペシャルゲスト青木隆治（2016年6月、明治座）

### ライブ
- 青木隆治 アコースティックLIVE vol.1（2007年8月27日、恵比寿天窓.switch）
- 青木隆治アコースティックライブ（2008年3月23日、キサラ）
- 青木隆治 Live2009 Lien〜絆〜Vol.1（2009年1月31日、原宿アストロホール）
- 青木隆治 Live2009 Lien〜絆〜Vol.2（2009年4月5日、原宿アストロホール）
- 青木隆治『VOICE』〜2010 First Live〜（2010年1月29日、原宿アストロホール）
- 青木隆治『VOICE』（2010年3月6日、南青山MANDALA）
- 青木隆治『VOICE Vol.2』（2010年7月25日、原宿アストロホール）
- VAMPS主宰「HALLOWEEN PARTY 2010」（2010年10月30日）
- 青木隆治 バースデー企画『Lien 〜一泊二日の旅 in ATAMI〜』（2011年1月29日・30日、熱海後楽園ホテル）
- HIBARI7DAYS フィルム、トーク&ライブ!!「Pop'n' Roll ひばりちゃん!」（2011年2月22日、世田谷パブリックシアター）
- VAMPS主宰「HALLOWEEN PARTY 2011」（2011年10月29日）
- 青木隆治コンサートツアー2011 Lien（2011年7月29日 - 11月23日）
- VAMPS主宰「HALLOWEEN PARTY 2012」（2012年10月21日）
- 青木隆治コンサートツアー2012-2013（2012年12月27日 - 2013年1月29日　※29日は日本武道館）
- VAMPS主宰「HALLOWEEN PARTY 2013」（2013年10月26日）
- 青木隆治 CONCERT TOUR 2014 （2014年2月1日、NHKホール）
- VAMPS主宰「HALLOWEEN PARTY 2014」（2014年10月17日）
- 青木隆治 CONCERT TOUR 2015（2015年1月29日、渋谷公会堂）
- VAMPS主宰「HALLOWEEN PARTY 2015」（2015年10月25日）
- Face First Tour 2016 （2016年1月30日、新宿BLAZE）
- VAMPS主宰「HALLOWEEN PARTY 2016」（2016年10月28日）
- VAMPS主宰「HALLOWEEN PARTY 2017」（2017年10月29日）
- アマチュアナイト（2017年10月25日、ニューヨーク・アポロシアター）
- Face Live Tour 2018 （2018年1月28日、赤坂BLITZ）
- 青木隆治 20th Anniversary Tour（2018年5月～

## ディスコグラフィー

### シングル（青木隆治名義）
| #                                                     | 発売日               | 作品名               | オリコン最高順位     |
| インディーズシングル                                  | インディーズシングル | インディーズシングル | インディーズシングル |
| ----------------------------------------------------- | -------------------- | -------------------- | -------------------- |
| 1st                                                   | 2007年1月28日        | Love Road            | -                    |
| メジャーシングル                                      |                      |                      |                      |
| 2nd                                                   | 2010年3月3日         | 言葉/二つの糸        | 130位                |
| 3rd                                                   | 2014年12月3日        | 毘藍ノ風/流転ノ陽    | 65位                 |
| "—"はチャート圏外、チャート対象外の何れかを意味する。 |                      |                      |                      |

### アルバム（青木隆治名義）
| #   | 発売日         | 作品名       | 名義     |
| --- | -------------- | ------------ | -------- |
| 1st | 2011年7月20日  | Lien-リアン- | 青木隆治 |
| 2nd | 2012年7月18日  | VOICE 199X   | 青木隆治 |
| 3rd | 2013年12月18日 | VOICE 200X   | 青木隆治 |
| 4th | 2015年1月14日  | VOICE 198X   | 青木隆治 |

### ミュージック・ビデオ（青木隆治名義）
| 年     | ビデオ | 監督 |
| ------ | ------ | ---- |
| 2011年 | Lien   | 直   |

### シングル（Face名義）
| #   | 発売日        | 作品名        | 名義 |
| --- | ------------- | ------------- | ---- |
| 1st | 2017年1月29日 | I'll be there | Face |

### アルバム（Face名義）
| #    | 発売日         | 作品名   | 名義 |
| ---- | -------------- | -------- | ---- |
| 1st  | 2012年12月12日 | 扉       | Face |
| 2nd  | 2015年10月7日  | INFINITY | Face |
| 3rd  | 2017年12月12日 | STAR     | Face |
| ４th | 2021年1月27日  | One's    | Face |